# Joel Labadie
Joel Labadie-Cortes is een (Haarlem, 16 december 1986) Nederlands acteur, televisiepresentator en rapper. Sinds 21 januari 2017 was hij verantwoordelijk voor de muzikale sketches van het televisieprogramma Het Klokhuis.

## Leven en werk
Labadie was op 12 februari 2003 voor het eerst op televisie te zien in het programma Coolcast, samen met presentator Dennis Storm. Na twee seizoenen maakte Labadie de overstap naar de NTR. Vanaf 15 maart 2005 was hij vijf seizoenen lang vast presentator van het televisieprogramma Thema's, mens en natuur.
Op 17 oktober 2013 bracht Labadie samen met artiest Lil' Kleine het nummer Verliefd Op Je Moeder uit. Op 1 november 2013 volgde een remix met Ronnie Flex. Op 28 januari 2016 ging het vervolg van Giel Beelens televisieprogramma Giels Talentenjacht in première. Labadie deed samen met zijn broer Lorenzo mee. Samen zijn zij actief als het rapduo Dos Hermanos.
Op 31 maart 2016 verscheen hij in het televisieprogramma De Wereld Draait Door. Hierna werd hij gevraagd door de NTR om bij Het Klokhuis aan de slag te gaan.
Op 22 mei 2019 bracht de muziekuitgeverij van de NTR het compilatiealbum Dos Hermanos in Het Klokhuis uit, met daarop muziek van Labadie. 